# 梅村街道
梅村街道（うめむら-かいどう）は中華人民共和国江蘇省無錫市新呉区に位置する街道弁事処。古名を梅里。太湖に面し、春秋時代には呉の首府が設置された。泰伯廟などの文化財の古跡があり、呉文化博物館も開設された。2009年、梅村鎮より街道に昇格。
無錫市東南の方向に位置して、無錫市中心部より12km、無錫空港に近く、北には滬寧高速道路、312国道、錫太路が境界を通っている。また、江南の第1の運河の伯瀆河が貫いている。総人口11万人、戸籍人口3.2万人。総面積15.5km2。12の行政村と9の社区を管轄する。かつては浜湖区に属していたが、2002年2月より無錫新区に属し、2015年からは新呉区に属している。